# Io sono Anna Magnani
Io sono Anna Magnani és una pel·lícula documental belga escrita i dirigida per Chris Vermorcken el 1980. Tracta sobre la vida i carrera de l'actriu italiana Anna Magnani, els seus èxits, els seus triomfs, la seva carrera boicotejada, el seu inconformisme, les seves angoixes, amb fragments de les seves pel·lícules i entrevistes amb Federico Fellini, Leonor Fini, Claude Autant-Lara, Giulietta Masina, Marcello Mastroianni, i Franco Zeffirelli, entre d'altres.
Io sono Anna Magnani va rebre el premi André Cavens a la millor pel·lícula atorgat per l'Associació Belga de Crítics de Cinema  (UCC). També fou exhibida en la secció de Nous Realitzadors del Festival Internacional de Cinema de Sant Sebastià 1980.